# 11958 Galiani
11958 Galiani este un asteroid din centura principală de asteroizi.

## Descriere
11958 Galiani este un asteroid din centura principală de asteroizi. A fost descoperit pe 9 martie 1994 la Caussols de Eric Walter Elst. El prezintă o orbită caracterizată de o semiaxă mare de 2,29 ua, o excentricitate de 0,14 și o înclinație de 6,0° în raport cu ecliptica.